# 5307 Paul-André
Az 5307 Paul-Andre (ideiglenes jelöléssel 1980 YC) a Naprendszer kisbolygóövében található aszteroida. Edward L. G. Bowell fedezte fel 1980. december 30-án.